# Roku
Roku Inc. – amerykańska spółka produkująca cyfrowe odtwarzacze multimedialne, notowana od 2017 roku na Nowojorskiej Giełdzie Technologicznej (NASDAQ). Roku ma siedzibę w San Jose, w Kalifornii i posiada 22 biura w 11 krajach.
Założona w październiku 2002 roku przez biznesmena Anthony'ego Wooda, a jej nazwa w języku japońskim oznacza „sześć”, aby przedstawić fakt, że Roku jest szóstą firmą założoną przez Wooda.

Roku jest liderem w transmisji strumieniowej. Firma zakończyła 2021 rok, z 60,1 mln wszystkich aktywnych kont, co oznacza wzrost o 17% rok do roku. Przychody Roku wyniosły 1,78 mld dolarów w roku obrotowym 2020, co stanowi wzrost o 57,5% w porównaniu z poprzednim okresem.

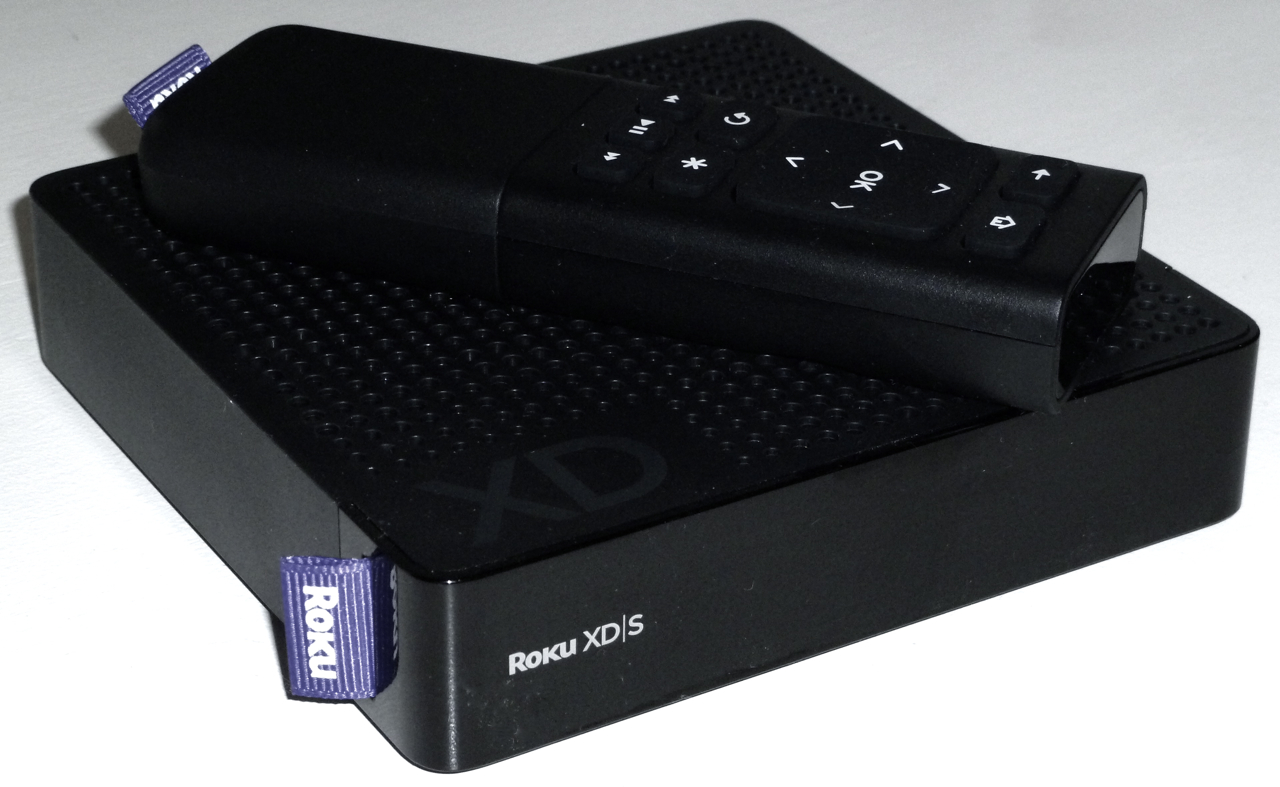
Odtwarzacz Roku XDS z pilotem

Mimo że Roku zajmuje się głównie produkcją dekoderów i kluczy sprzętowych, na początku 2022 roku firma ogłosiła plan budowy własnych inteligentnych telewizorów. Roku udziela licencji na swój system operacyjny smart TV producentom telewizorów, takim jak TCL i Sharp. 